# Saint-André-sur-Sèvre
Saint-André-sur-Sèvre è un comune francese di 669 abitanti situato nel dipartimento delle Deux-Sèvres nella regione della Nuova Aquitania.

## Società

### Evoluzione demografica
Abitanti censiti